# Ferruccio Parri
Ferruccio Parri (n. 19 ianuarie 1890, Pinerolo, Piemont, Italia – d. 8 decembrie 1981, Roma, Italia) a fost un politician italian.